# Górzykowo
Górzykowo (niem. Oberweinberge) – wieś sołecka w zachodniej Polsce, w województwie lubuskim, w powiecie zielonogórskim, w gminie Sulechów, usytuowana na prawym brzegu Odry, około 7 km od Sulechowa. Zamieszkiwana przez 317 osób (stan na 30 czerwca 2025). W latach 1975–1998 zlokalizowana w województwie zielonogórskim.
Historycznie wieś jest związana z uprawą winorośli na stoku pradoliny Odry, a od 1997 r. odradzają się tam tradycje winiarskie (w 2025 r. działają 4 winnice: „Stara Winna Góra”, „Winne Tarasy”, „Winnica pod Lipą” i „Winnogóra – Winnica w Ogrodzie”).